# Flateby
Flateby – wieś w gminie Enebakk w okręgu Akershus w Norwegii.